# Pieszo po sławę
Pieszo po sławę – powieść Władysława Kulickiego z 1966. Jest to powieść biograficzna dla młodych czytelników przedstawiająca życie rosyjskiego uczonego Michaiła Łomonosowa. Utwór stanowi rozwinięcie wcześniejszego opowiadania autora zamieszczonego w zbiorze Kiedy wielcy byli mali. 
Tło historyczne jest oszczędne, ale umiejętnie zbeletryzowane. Wizerunek bohatera jest plastyczny; uwypukla te jego cechy, które doprowadziły go do sławy.